# Kulturforum

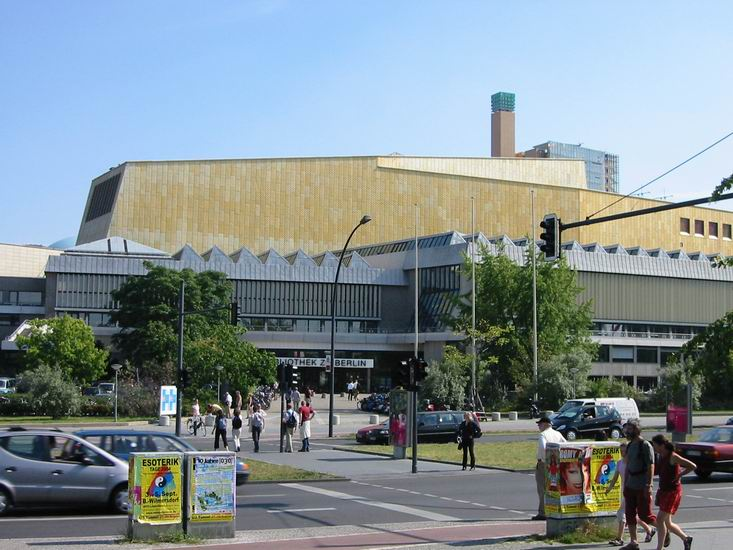
Biblioteca Estatal de Berlín, dissenyat per Hans Scharoun

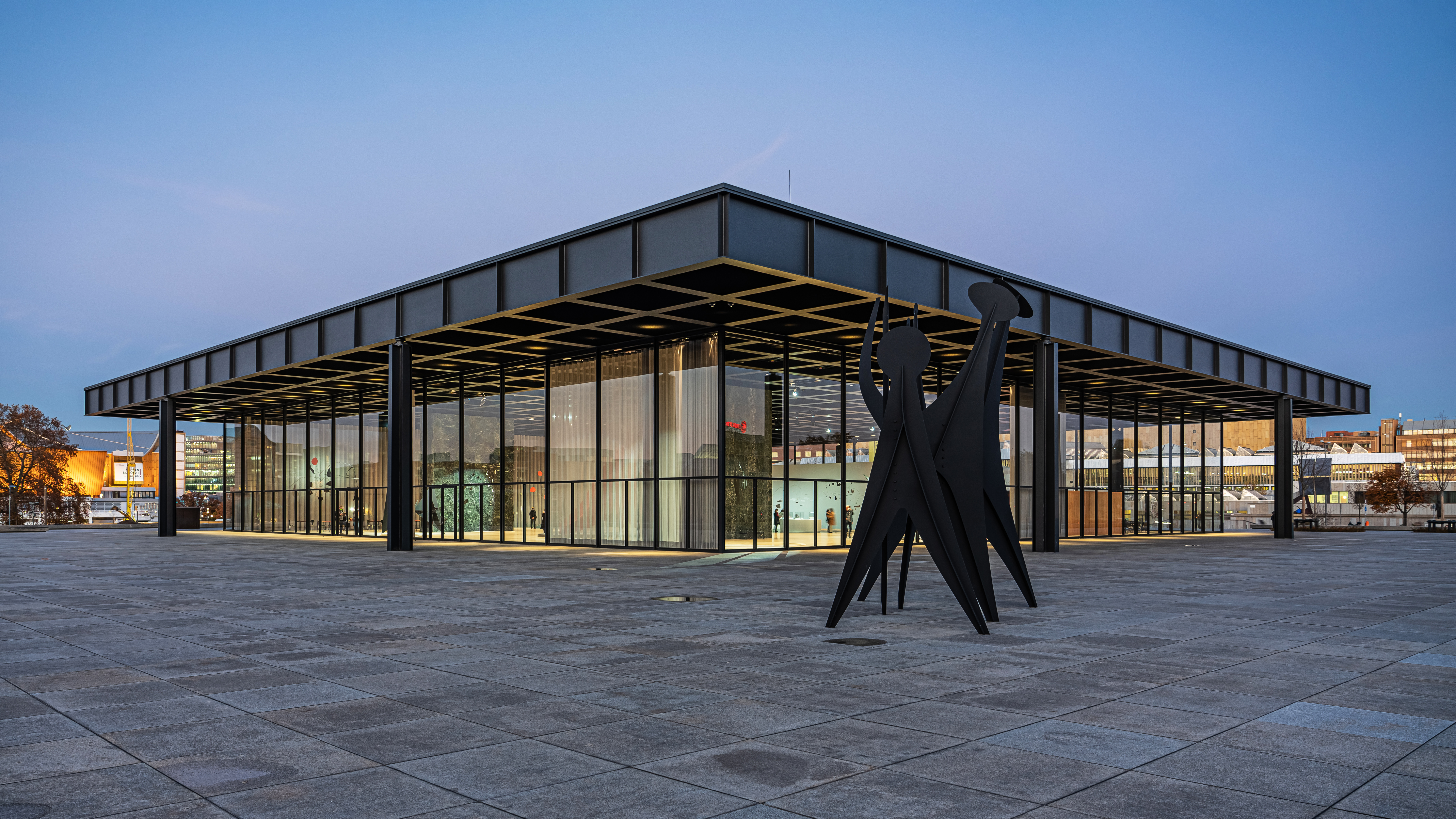
Nova Galeria Nacional de Berlín, dissenyada per Mies van der Rohe

El Kulturforum és un conjunt d'edificis culturals a Berlín, Alemanya.
Després de la Segona Guerra Mundial i la posterior divisió de la ciutat, la majoria de col·leccions de museus es trobaven en el Berlín Est, per la qual cosa es va elaborar un pla per crear una nova àrea cultural en el Berlín Occidental, prop de Potsdamer Platz.